# Köşk Höyük
Koordinaten: 37° 50′ 51″ N, 34° 36′ 44″ O

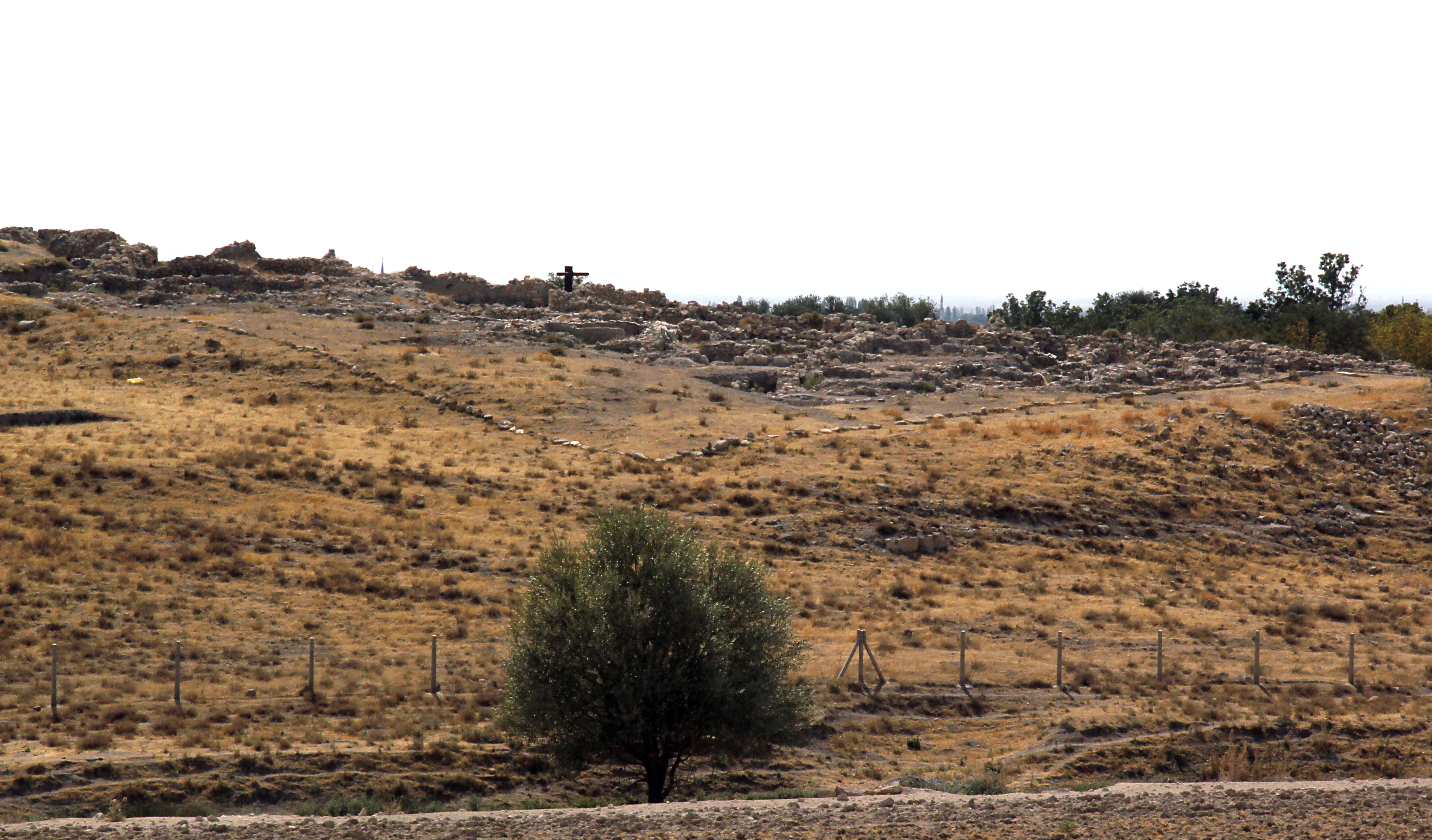
Köşk Höyük von Norden

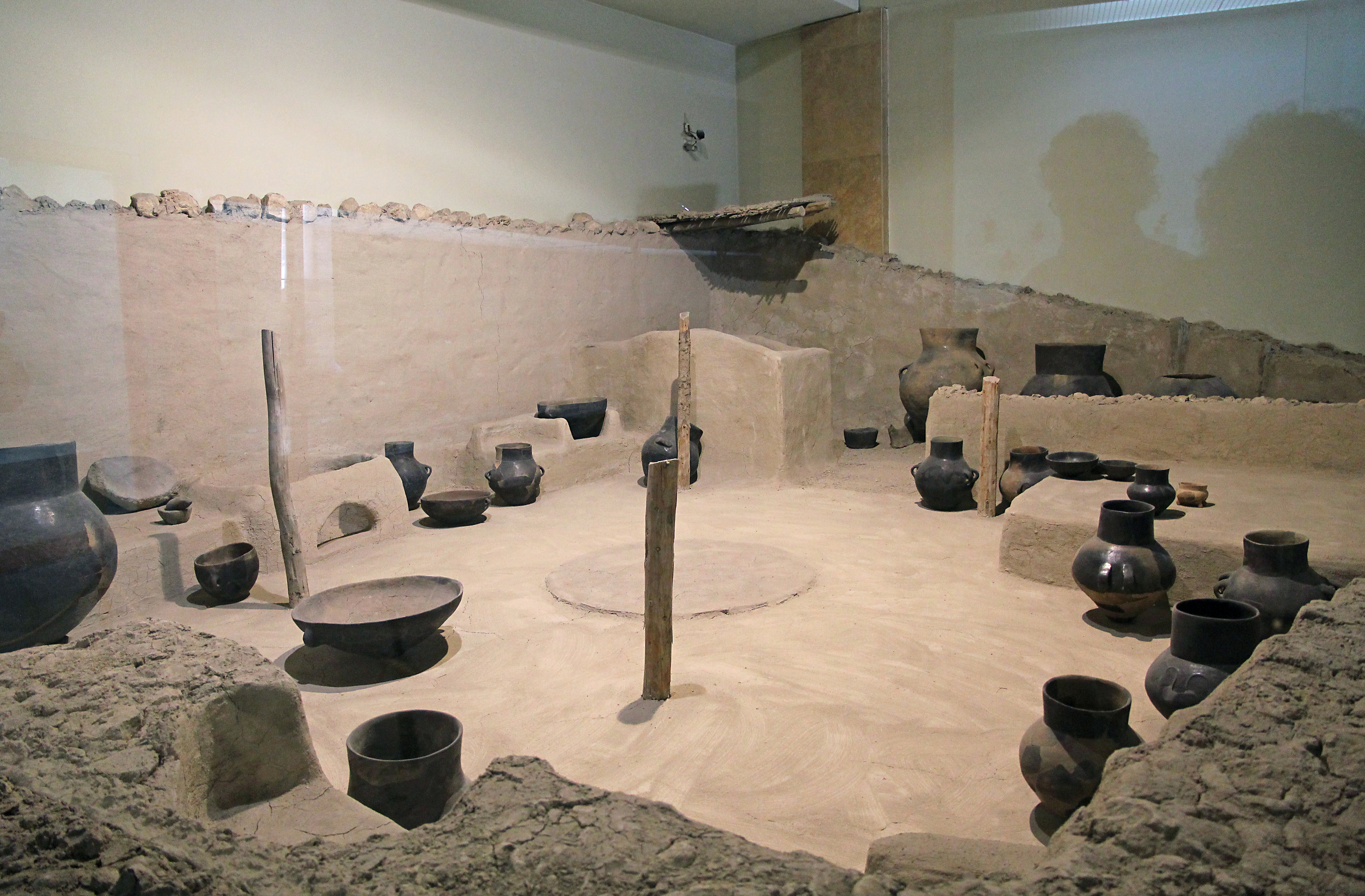
Rekonstruktion eines Hauses aus Köşk Höyük im archäologischen Museum von Niğde

Köşk Höyük ist ein Siedlungshügel, der nordöstlich des Dorfes Bahçeli bei Kemerhisar, dem antiken Tyana in der heutigen Provinz Niğde, Türkei (Kappadokien) gelegen ist. Er liegt in der Ebene von Bor, südlich der Melendiz Berge in der Nähe einer Quelle.

## Aufbau und Forschungsgeschichte
Der Hügel besteht aus Kalkstein und wurde bereits im Neolithikum zu Siedlungszwecken terrassiert. Diese Siedlung hatte Außenmaße von rund 100 × 90 Metern und hinterließ bis zu 6 Meter hohe Kulturschichten. Die oberste Schicht (I) stammt aus dem frühen Chalkolithikum (etwa 5000–4750 v. Chr.), die unteren vier Strata (II-V) gehören dem keramischen Neolithikum an und wurden durch Radiokohlenstoffbestimmungen auf 6300 bis 5600 v. Chr. datiert.
Teile der Siedlung wurden zwischen 1989 und 1995 durch den Bau eines Staubeckens beschädigt.
Köşk Höyük wurde 1961 durch M. Ballance entdeckt, 1964 suchten R. Harper und M. Ramsden die Fundstelle erneut auf. Die ersten Ausgrabungen leitete von 1981 bis zu seinem Tode 1991 Uğur Silistreli von der Universität Ankara. Seit 1995 führten Aliye Öztan und Süleyman Özkan die Grabungen fort.

## Befunde
Im obersten chalkolithischen Stratum wurden eine Werkstatt zur Kupferverarbeitung mit einem Ofen freigelegt. 
In allen neolithischen Schichten haben die Häuser einen trapezoiden bis quadratischen Grundriss und zwei bis vier Räume. In diesen Häusern befinden sich mindestens eine Lehmplattform und eine Feuerstelle, in annähernd jedem Raum zudem auch Vorratsgefäße. Manchen Gebäude hatten Anbauten. Mehrere Häuser bilden eine Parzelle, zwischen denen ein enges, verwinkeltes Straßennetz mit vereinzelten Plätzen lag. Eine Wandmalerei in Schicht III (6000–5600 v. Chr.) stellt eine Jagdszene dar.

## Bestattungen
Aus Schicht III und der darüberliegenden Schicht II sind Gräber bekannt. Kinder und Säuglinge wurden eher unter den Häusern in den Fußböden bestattet, während Erwachsene ihre letzte Ruhe außerhalb der Siedlung fanden. Ausnahmslos wurden die Toten in Hockerstellung beigesetzt und mit Beigaben ausgestattet.
Einige Schädel waren mit Lehm oder Gips übermodelliert, teilweise rot und schwarz bemalt und auf den genannten Lehmbänken aufgestellt. Dies sind, zusammen mit einem Schädel aus Çatalhöyük, die bisher einzigen modellierten Schädel aus Anatolien, während die Sitte in der Levante im PPNB weit verbreitet ist, zum Beispiel in Jericho und ʿAin Ghazal. In Köşk Höyük wurde auch ein Kinderschädel aus Schicht III (Kş 1985) übermodelliert und rot bemalt, was ein wichtiges Argument gegen die Interpretation modellierter Schädel als Zeugnisse von Ahnen ist. Insgesamt elf übermodellierte Schädel wurden anthropologisch untersucht. Einer gehörte zu einem Kind, die anderen zu Erwachsenen, zwei Männer und drei Frauen, bei den restlichen Individuen konnte das Geschlecht nicht festgestellt werden. Junge Erwachsene überwiegen. Schnittspuren fehlen, daher wurden die Schädel vermutlich erst nach der Verwesung des Fleischs umgestaltet. Kş 1990:1 zeigt Abdrückte einer Schilfmatte.

## Funde
Sowohl aus den Wohnhäusern als auch aus den Gräbern stammen Figurinen aus gebranntem Lehm oder Stein. Als männlich zu identifizierende Figurinen sind bekleidet und mit Kopfbedeckung dargestellt, während als weiblich zu identifizierende Figurinen alle nackt dargestellt sind.
Die Keramik von Köşk Höyük ist monochrom mit einem polierten Überzug. Vereinzelt kommen auch Gefäße in Tier- oder Menschengestalt vor. Einige Gefäße sind bemalt und mit Reliefs dekoriert.
Unter den Obsidianfunden gibt es einige Klingen-Kerne, die mit Drucktechnik abgebaut sind.

## Fundverbleib
Die Funde sind im archäologischen Museum Niğde ausgestellt. Dort wird auch der rekonstruierte Innenraum eines Hauses vom Köşk Höyük präsentiert.